# Oberamt Lauterecken

Kurpfälzische Oberämter,
10 = Oberamt Lauterecken

Das Oberamt Lauterecken war einer von 19 kurpfälzischen Verwaltungs- und Gerichtsbezirken in der Nordpfalz. Es bestand bis zum Ende des 18. Jahrhunderts.

## Geographie
Folgende Verwaltungsbezirke gehörten dem Oberamt an:
1. Schultheißerei Lauterecken:
Heinzenhausen, Lohnweiler
2. Schultheißerei Reichenbach:
Jettenbach, Kollweiler, Albersbach, Reichenbach-Steegen, Limbach-Fockenberg, Bettenhausen, Rehweiler (rechts des Glans), Matzenbach, Neunkirchen, Oberstaufenbach, Föckelberg, Mühlbach, Rutsweiler am Glan, Haschbach, Gimbsbach, Theisbergsteegen, Thalmühle bei Ensheim